# Sticks and Stones (álbum de Cher Lloyd)
Sticks and Stones (estilizado como Sticks + Stones) é o álbum de estréia da cantora e compositora inglesa, Cher Lloyd, lançado em 7 de novembro de 2011. Nos Estados Unidos e no Canadá, o disco foi lançado em 10 de abril de 2012, através de Epic Records. Sticks and Stones estreou no número #4 no Reino Unido, com vendas de 55,668 cópias. O álbum recebeu críticas favoráveis por parte dos críticos de música. Até janeiro de 2012, o álbum tinha vendido 308,199 cópias no Reino Unido.
O primeiro single do disco, "Swagger Jagger chegou à primeira posição na UK Singles Chart. "With Ur Love" foi lançada como o segundo single do álbum, que conta com a participação do cantor norte-americano, Mike Posner foi lançado em 30 de Outubro de 2011, e tornou-se a segunda vez consecutiva que Lloyd conseguiu entrar no top 10 da UK Singles Chart chegando ao número quatro no Reino Unido e cinco na Irlanda. Já o terceiro single é a faixa "Want U Back" com a participação do rapper americano Astro foi lançado como o terceiro single do disco em 17 de fevereiro de 2012.

## Antecedentes e desenvolvimento
Após o final da sétima temporada do The X Factor, foi anunciado que Cher Lloyd tinha assinado com Sony Music, e o produtor RedOne. Em 28 de julho de 2011, Lloyd inspecionadas cinco faixas do álbum durante uma sessão UStream, incluindo faixas com Busta Rhymes, Mike Posner, Ghetts. Em dezembro, Cher fez um remix de "Want U Back" com o rapper americano Astro. Lloyd assinou um contrato com a gravadora Epic Records nos Estados Unidos. Sticks + Stones foi lançado no dia 10 de abril de 2012 nos Estados Unidos e no Canadá através de Epic Records.

## Singles
- "Swagger Jagger" é o primeiro single do álbum, , vazou na internet em 15 de junho. O single foi lançado em 31 de Julho de 2011, alcançando o numero um no UK Singles Chart em 7 de agosto de 2011. Em dezembro de 2011, as vendas individuais tinham excedido 220.000 exemplares.

- "With Ur Love" a faixa conta com a colaboração do cantor americano Mike Posner, foi lançado como o segundo single oficial, 30 de outubro de 2011. O single alcançou a posição número cinco na Irlanda, o número quatro no Reino Unido e número três na Escócia. Desde então, vendeu mais de 190.000 cópias.

- "Want U Back" será lançado como o terceiro single oficial do álbum em 12 de fevereiro de 2012. a versão "UK" do single conta a colaboração do rapper americano Astro. A versão americana do single sendo esse o primeiro a ser lançado em solo americano, não conta com os vocais do Astro e tem um novo clipe.

## Lista de faixas
| Versão padrão |                                                             | |                          |         |  |
| N.º           | Título                                                      | Compositor(es) | Produtor(es)             | Duração |  |
| 1.            | "Grow Up" (com Busta Rhymes)                                | Cher Lloyd, Andrew Harr, Jermaine Jackson, Jacob Kasher, Savan Kotecha, Kevin Rudolf, Busta Rhymes                                | The Runners, The Monarch | 3:00    |  |
| 2.            | "Want U Back"                                               | Kotecha, Shellback |                          | 3:34    |  |
| 3.            | "With Ur Love"                                              | Kotecha, Shellback, Max Martin | Shellback                | 3:45    |  |
| 4.            | "Swagger Jagger"                                            | Lloyd, Clarence Coffee Jr., Andre Davidson, Sean Davidson, Andrew Harr, Jermaine Jackson, Petr Brdicko, Marcus Lomax, Autumn Rowe | The Runners, The Monarch | 3:15    |  |
| 5.            | "Beautiful People" (com participação de Carolina Liar)      | Chad Wolfinbarger, Alexander Kronlund, Tom Hamilton                                                                               | Shellback, Max Martin    | 4:21    |  |
| 6.            | "Playa Boi"                                                 | |                          | 2:55    |  |
| 7.            | "Superhero"                                                 | Formetta Gibson, Priscilla Renea, Ronald Jackson, Gerald Martin                                                                   |                          | 3:28    |  |
| 8.            | "Over the Moon"                                             | Lloyd, Kotecha, Nadir Khayat, AJ Junior, Bilal Hajji, Eric Sanicola                                                               | RedOne                   | 3:12    |  |
| 9.            | "Dub on the Track" (com Mic Righteous, Dot Rotten & Ghetts) | Lloyd, Toby Gad, Livvi Franc | Gad                      | 2:07    |  |
| 10.           | "End Up Here"                                               | Cher Lloyd |                          | 3:23    |  |

| Faixa bônus do Reino Unido |        |                                             |                                  |         |  |
| N.º                        | Título | Compositor(es)                              | Produtor(es)                     | Duração |  |
| 11.                        | "Stay" | Siobhan Fahey, Marcella Detroit, Jean Guiot | Shakespears Sister, Chris Thomas | 3:10    |  |

| Amazon.co.uk Bonus Track |                |                                                                                      |              |         |  |
| N.º                      | Título         | Compositor(es)                                                                       | Produtor(es) | Duração |  |
| 11.                      | "Talkin 'That" | Lloyd, Andrew Harr, Marcus Lomax, Autumn Rowe, Jermaine Jackson, Clarence Coffee Jr. | The Runners  | 3:20    |  |

| Faixas bônus do iTunes |                                |                |              |         |  |
| N.º                    | Título                         | Compositor(es) | Produtor(es) | Duração |  |
| 11.                    | "Behind the Scenes Photo Shoo" |                |              | 3:10    |  |
| 12.                    | "With Ur Love" (video musical) |                |              | 3:10    |  |

| Edição deluxe do Reino Unido |                                                             | |                                    |         |  |
| N.º                          | Título                                                      | Compositor(es)                                                                                           | Produtor(es)                       | Duração |  |
| 1.                           | "Grow Up" (com Busta Rhymes)                                | Cher Lloyd, Kevin Rudolf, Jacob Kasher, Savan Kotecha, Andrew Harr, Jermaine Jackson, Trevor Smith       | Kevin Rudolf, The Runners          | 3:00    |  |
| 2.                           | "Want U Back"                                               | Savan Kotecha, Shellback                                                                                 | Shellback                          | 3:34    |  |
| 3.                           | "Talkin' That"                                              | Lloyd, Andrew Harr, Marcus Lomax, Autumn Rowe, Jermaine Jackson, Clarence Coffee Jr.                     | The Runners                        | 3:20    |  |
| 4.                           | "With Ur Love" (com Mike Posner)                            | Shellback, Max Martin, Savan Kotecha, Mike Posner                                                        | Shellback                          | 3:45    |  |
| 5.                           | "Swagger Jagger"                                            | Lloyd, Autumn Rowe, Jackson, Harr, Andre Davidson, Sean Davidson, The Strangerz                          | The Runners, The Monarch           | 3:12    |  |
| 6.                           | "Beautiful People" (com Carolina Liar)                      | Chad Wolfinbarger, Alexander Kronlund, Tom Hamilton                                                      | Shellback, Max Martin              | 3:31    |  |
| 7.                           | "Oath"                                                      | Lloyd, Lukasz Gottwald, Henry Walter, Becky Gomez                                                        | Dr Luke, Cirkut                    | 3:38    |  |
| 8.                           | "Playa Boi"                                                 | Nadir Khayat, AJ Junior, Johnny Powers, Neneh Cherry, Cameron McVey, James Philip Morgan, Philip Ramocon | RedOne, Johnny Powers              | 2:52    |  |
| 9.                           | "Superhero"                                                 | Michael Perry                                                                                            | Jukebox                            | 3:28    |  |
| 10.                          | "Love Me for Me"                                            | Lloyd, Toby Gad                                                                                          | Gad                                | 4:22    |  |
| 11.                          | "Over the Moon"                                             | Lloyd, Kotecha, RedOne, Junior, Hajji, Eric Sanicola                                                     | RedOne, Eric Sanicola, Jimmy Joker | 2:58    |  |
| 12.                          | "Dub on the Track" (com Mic Righteous, Dot Rotten & Ghetts) | Lloyd, Livvi Franc, Toby Gad                                                                             | Gad                                | 3:53    |  |
| 13.                          | "End Up Here"                                               | Lloyd, Jackson                                                                                           | Jukebox                            | 3:30    |  |
| 14.                          | "Behind the Music"                                          | Zacariah Coleman, Anjulie Persaud                                                                        | Zacariah Coleman                   | 3:35    |  |
| 15.                          | "Riot!"                                                     | Jon Levine, Ali Tamposi, Frankie Storm, Marissa Jack                                                     | Jon Levine                         | 2:58    |  |
| 16.                          | "Stay"                                                      | Siobhan Fahey, Marcella Detroit, Jean Guiot                                                              | Shakespears Sister, Chris Thomas   | 3:10    |  |
| 17.                          | "With Ur Love" (versão solo)                                | Shellback, Max Martin, Savan Kotecha, Mike Posner                                                        | Shellback                          | 3:45    |  |
| 18.                          | "Dub on the Track" (versão solo)                            | Lloyd, Toby Gad                                                                                          | Gad                                | 3:16    |  |
| 19.                          | "Want U Back" (com Astro)                                   | Savan Kotecha, Shellback, Brian Bradley                                                                  | Shellback                          | 3:43    |  |
| 20.                          | "Want U Back" (com Snoop Dogg)                              | Savan Kotecha, Shellback, Calvin Broadus Jr.                                                             | Shellback                          | 3:30    |  |
| 21.                          | "Swagger Jagger" (Hygrade Radio Mix)                        | Lloyd, Autumn Rowe, Jackson, Harr, Andre Davidson, Sean Davidson, The Strangerz                          | The Runners, The Monarch           | 3:12    |  |

| Edição deluxe dos Estados Unidos |                                                             | |                                    |         |  |
| N.º                              | Título                                                      | Compositor(es)                                                                                           | Produtor(es)                       | Duração |  |
| 1.                               | "Grow Up" (com Busta Rhymes)                                | Cher Lloyd, Kevin Rudolf, Jacob Kasher, Savan Kotecha, Andrew Harr, Jermaine Jackson, Trevor Smith       | Kevin Rudolf, The Runners          | 3:00    |  |
| 2.                               | "Want U Back"                                               | Savan Kotecha, Shellback                                                                                 | Shellback                          | 3:34    |  |
| 3.                               | "Talkin' That"                                              | Lloyd, Andrew Harr, Marcus Lomax, Autumn Rowe, Jermaine Jackson, Clarence Coffee Jr.                     | The Runners                        | 3:20    |  |
| 4.                               | "With Ur Love" (com Mike Posner)                            | Shellback, Max Martin, Savan Kotecha, Mike Posner                                                        | Shellback                          | 3:45    |  |
| 5.                               | "Swagger Jagger"                                            | Lloyd, Autumn Rowe, Jackson, Harr, Andre Davidson, Sean Davidson, The Strangerz                          | The Runners, The Monarch           | 3:12    |  |
| 6.                               | "Beautiful People" (com Carolina Liar)                      | Chad Wolfinbarger, Alexander Kronlund, Tom Hamilton                                                      | Shellback, Max Martin              | 3:31    |  |
| 7.                               | "Oath"                                                      | Lloyd, Lukasz Gottwald, Henry Walter, Becky Gomez                                                        | Dr Luke, Cirkut                    | 3:38    |  |
| 8.                               | "Playa Boi"                                                 | Nadir Khayat, AJ Junior, Johnny Powers, Neneh Cherry, Cameron McVey, James Philip Morgan, Philip Ramocon | RedOne, Johnny Powers              | 2:52    |  |
| 9.                               | "Superhero"                                                 | Michael Perry                                                                                            | Jukebox                            | 3:28    |  |
| 10.                              | "Love Me for Me"                                            | Lloyd, Toby Gad                                                                                          | Gad                                | 4:22    |  |
| 11.                              | "Over the Moon"                                             | Lloyd, Kotecha, RedOne, Junior, Hajji, Eric Sanicola                                                     | RedOne, Eric Sanicola, Jimmy Joker | 2:58    |  |
| 12.                              | "Dub on the Track" (com Mic Righteous, Dot Rotten & Ghetts) | Lloyd, Livvi Franc, Toby Gad                                                                             | Gad                                | 3:53    |  |
| 13.                              | "End Up Here"                                               | Lloyd, Jackson                                                                                           | Jukebox                            | 3:30    |  |
| 14.                              | "Behind the Music"                                          | Zacariah Coleman, Anjulie Persaud                                                                        | Zacariah Coleman                   | 3:35    |  |
| 15.                              | "Riot!"                                                     | Jon Levine, Ali Tamposi, Frankie Storm, Marissa Jack                                                     | Jon Levine                         | 2:58    |  |
| 16.                              | "Stay"                                                      | Siobhan Fahey, Marcella Detroit, Jean Guiot                                                              | Shakespears Sister, Chris Thomas   | 3:10    |  |
| 17.                              | "With Ur Love" (versão solo)                                | Shellback, Max Martin, Savan Kotecha, Mike Posner                                                        | Shellback                          | 3:45    |  |
| 18.                              | "Dub on the Track" (versão solo)                            | Lloyd, Toby Gad                                                                                          | Gad                                | 3:16    |  |
| 19.                              | "Want U Back" (com Astro)                                   | Savan Kotecha, Shellback, Brian Bradley                                                                  | Shellback                          | 3:43    |  |
| 20.                              | "Want U Back" (com Snoop Dogg)                              | Savan Kotecha, Shellback, Calvin Broadus Jr.                                                             | Shellback                          | 3:30    |  |
| 21.                              | "Swagger Jagger" (Hygrade Radio Mix)                        | Lloyd, Autumn Rowe, Jackson, Harr, Andre Davidson, Sean Davidson, The Strangerz                          | The Runners, The Monarch           | 3:12    |  |

| Versão dos Estados Unidos |                                        | |                           |         |  |
| N.º                       | Título                                 | Compositor(es)                                                                                           | Produtor(es)              | Duração |  |
| 1.                        | "Want U Back"                          | Savan Kotecha, Shellback                                                                                 | Shellback                 | 3:34    |  |
| 2.                        | "Grown Up" (com Busta Rhymes)          | Cher Lloyd, Kevin Rudolf, Jacob Kasher, Savan Kotecha, Andrew Harr, Jermaine Jackson, Trevor Smith       | Kevin Rudolf, The Runners | 3:00    |  |
| 3.                        | "With Ur Love"                         | Shellback, Max Martin, Savan Kotecha, Mike Posner                                                        | Shellback                 | 3:22    |  |
| 4.                        | "Behind the Music"                     | Jon Levine, Anjulie Persaud                                                                              | Jon Levine                | 3:35    |  |
| 5.                        | "Swagger Jagger"                       | Lloyd, Autumn Rowe, Jackson, Harr, Andre Davidson, Sean Davidson, The Strangerz                          | The Runners, The Monarch  | 3:12    |  |
| 6.                        | "Beautiful People" (com Carolina Liar) | Chad Wolfinbarger, Alexander Kronlund, Tom Hamilton                                                      | Shellback, Max Martin     | 3:31    |  |
| 7.                        | "Playa Boi"                            | Nadir Khayat, AJ Junior, Johnny Powers, Neneh Cherry, Cameron McVey, James Philip Morgan, Philip Ramocon | RedOne, Johnny Powers     | 2:52    |  |
| 8.                        | "Superhero"                            | Michael Perry                                                                                            | Jukebox                   | 3:28    |  |
| 9.                        | "Dub on the Track" (Versão solo)       | Lloyd, Toby Gad                                                                                          | Gad                       | 3:16    |  |
| 10.                       | "End Up Here"                          | Lloyd, Jackson                                                                                           | Jukebox                   | 3:30    |  |

| Faixas bônus dos Estados Unidos |                 |                |              |         |  |
| N.º                             | Título          | Compositor(es) | Produtor(es) | Duração |  |
| 11.                             | "Talkin' That"  |                |              | 3:20    |  |
| 12.                             | "Over the Moon" |                |              | 2:59    |  |

| Faixas bônus do Japão |                                    |                                                                                     |                                          |         |  |
| N.º                   | Título                             | Compositor(es)                                                                      | Produtor(es)                             | Duração |  |
| 1.                    | "Talkin' That"                     | Lloyd, Andrew Harr, Marcus Lomax,Autumn Rowe, Jermaine Jackson, Clarence Coffee Jr. | The Runners                              | 3:20    |  |
| 2.                    | "Over the Moon" (com Busta Rhymes) | Lloyd, Kotecha, RedOne, Junior, Hajji, Eric Sanicola                                | RedOne, Eric Sanicola, Jimmy Joker       | 2:59    |  |
| 3.                    | "Swagger Jagger"                   | Lloyd, Autumn Rowe, Jackson, Harr, Andre Davidson, Sean Davidson, The Strangerz     | The Runners, The Monarch, Dillon Francis | 5:06    |  |
| 4.                    | "Swagger Jagger"                   | Lloyd, Autumn Rowe, Jackson, Harr, Andre Davidson, Sean Davidson, The Strangerz     | The Runners, The Monarch, Wideboys       | 3:03    |  |
| 5.                    | "Want U Back"                      | Savan Kotecha, Shellback                                                            | Shellback                                | 3:34    |  |
| 6.                    | "Want U Back" (com Carolina Liar)  | Chad Wolfinbarger, Alexander Kronlund, Tom Hamilton                                 | Shellback                                | 3:28    |  |

- "Playa Boi" contém samples da faixa "Buffalo Stance", performada por Neneh Cherry.

## Desempenho nas tabelas musicais

### Posições
| Pais           | Charts (2011)                     | Melhor Posição |
| -------------- | --------------------------------- | -------------- |
| Austrália      | Australian Albums Chart           | 30             |
| Canadá         | Canadian Albums Chart             | 11             |
| Escócia        | Scottish Singles and Albums Chart | 2              |
| Estados Unidos | Billboard 200                     | 9              |
| Irlanda        | Irish Albums Chart                | 7              |
| Japão          | Oricon                            | 46             |
| Nova Zelândia  | New Zealand Albums Chart          | 31             |
| Reino Unido    | UK Albums Chart                   | 4              |

| País        | Certificador | Certificação |
| ----------- | ------------ | ------------ |
| Irlanda     | IRMA         | Ouro         |
| Reino Unido | BPI          | Ouro         |